# Cape Breton Screaming Eagles
Cape Breton Screaming Eagles – juniorska drużyna hokejowa grająca w LHJMQ w konferencji wschodniej. Drużyna ma swoją siedzibę w Sydney w Kanadzie.
- Rok założenia: 1997–1998
- Barwy: czarno-biało-złoto-szare
- Trener: Pascal Vincent
- Manager: Pascal Vincent
- Hala: Centre 200